# 이택림
이택림(李澤林, 아명은 이대구(李大求), 1956년 6월 17일 ~ )은 대한민국의 가수이자 방송MC이며 영화배우이다. 본관은 한산(韓山)이다.

## 생애
고등학생 시절인 1973년에 MBC 문화방송 텔레비전 프로그램이었던 《장학퀴즈》에 출연을 한 경력이 있고 5년 후 1978년 MBC 문화방송 텔레비전 프로그램 《노래의 메아리》의 방송MC로 첫 데뷔하였으며 이듬해 1979년 솔로 1집 음반으로 가수 데뷔하였고 1985년 영화 《W의 비극》의 주연으로 영화배우 데뷔하였다.

## 학력
- 동아대학교 경영학과 졸업

## 출연작

### TV 프로그램 MC
- 추석특집쇼 제1부 《달아달아 밝은달아》 (1986년 9월 18일) - 임성희 기상캐스터와 같이 진행
- 《쇼 네트워크》 (1990년 10월 9일 ~ 1990년 11월 9일) - 김은주 아나운서와 같이 진행
- 《엄앵란, 이택림의 사랑방》 (1996년 ~ 1998년 6월)

### 라디오 프로그램 DJ
- 《이택림, 정은아의 희망가요》
- (이택림 임수민의 스튜디오 891)
- 《이택림, 김나운의 즐거운 오후 2시》
- 《이택림, 김혜림의 즐거운 오후 2시》
- 《이택림, 노사연의 즐거운 오후 2시》
- 《이택림, 소찬휘의 라디오천하》 (2004년 10월 18일 ~ 2005년 5월 1일)
- 《이택림, 김미연의 라디오천하》 (2005년 5월 2일 ~ 2005년 10월 31일)
- 《이택림, 서주경의 라디오천하》 (2005년 11월 1일 ~ 2006년 4월 30일)
- 《이택림의 라디오천하》 (2006년 5월 1일 ~ 2006년 11월 3일)
- 《즐거운 저녁길 이택림입니다》 (2011년 1월 1일 ~ 2013년 4월 7일)
- 《한밤의 영화음악실》 (2013년 4월 9일 ~ 2014년 4월 7일)

## 수상
- 2011년 제5회 케이블TV 방송대상 스타상